# Basket Laghi Varese
Il Basket Laghi Varese è stata una società italiana di pallacanestro femminile con sede prima a Luino, poi a Varese.
Ha disputato tre stagioni in Serie A1.

## Storia
Nel 1998 ha vinto la prima edizione della Coppa Italia di Serie A2, organizzata in casa, davanti a Stelle Marine Roma, Pasta Ambra Bari e AS Sala Stampi Brescia.
Nel 1998-1999, da neopromossa in Serie A1, ha ottenuto il traguardo del sesto posto e della qualificazione ai play-off. Nel 1999-2000, ha vinto lo scudetto Under 19 femminile. Nel 2000-2001, è costretta a disputare i play-out e poi retrocede in Serie A2.
Nel 2018-2019, la Pallacanestro Femminile Varese riporta Varese nei campionati nazionali femminili dopo 18 anni dallo scioglimento del Basket Laghi Varese.

## Cronistoria
| Cronistoria del Basket Laghi Varese |
| --- |
| - 1996-1997 · Si Viaggi, nel Girone A di Serie A2, 1º in Poule Promozione 1, promosso in Serie A2 d'Eccellenza. - 1997-1998 · 2º in Serie A2 d'Eccellenza, promosso in Serie A1. Vince la Coppa Italia di Serie A2 (1º titolo). - 1998-1999 · Si Viaggi, 6º in Serie A1, quarti di finale play-off. - 1999-2000 · Cit, 8º in Serie A1, quarti di finale play-off. Eliminatorie di Coppa Italia. - 2000-2001 · Friliver, 11º in Serie A1, perde i play-out, retrocesso in Serie A2 e poi non si iscrive. Eliminatorie di Coppa Italia. |

## Palmarès
- Under 19 Femminile: 1
1999-2000
- Coppa Italia di Serie A2: 1
1998